# Шуберт, Людвиг (дирижёр)
Людвиг Шуберт (нем. Ludwig Schuberth, также Луи Шуберт; 1806, Магдебург — 1850, Санкт-Петербург) — немецкий дирижёр и композитор. Представитель разветвлённой музыкальной семьи, брат Юлиуса и Карла Шубертов.

## Биография
Родился в Магдебурге 18 апреля 1806 года в семье Готлоба Шуберта.
Учился у своего отца, затем изучал теорию и композицию у Карла Марии фон Вебера; также, вместе с братом Карлом, изучал игру на виолончели под руководством Фридриха Дотцауэра. Уже с 12 лет начал играть в оркестре Магдебургской оперы, а в 16-летнем возрасте был назначен её капельмейстером. Затем был придворным капельмейстером в Ольденбурге, пока не был принят на работу в театр в Кёнигсберге. В 1837 году уехал в Данциг, но вернулся в Кёнигсберг 1 октября 1840 года. Не оставлял игры на виолончели (а иногда и на контрабасе). 
Прожив некоторое время в РигеРиге, он в 1845 году возглавил Немецкую оперу в Санкт-Петербурге, где и скончался 24 апреля (6 мая) 1850 года. С 1846 года был членом Санкт-Петербургского филармонического общества, которое после его смерти в течение 22 лет выплачивало пенсию его вдове и сыну.
Опубликовал ряд камерных сочинений (квартеты для фортепиано и струнных инструментов, трио, фортепианные сонаты). Несколько больших произведений, опер и симфоний Шуберта, остались неизданными.